# Owa jezik
Owa jezik (ISO 639-3: stn; isto i anganiwai, anganiwei, narihua, santa ana, wanoni), malajsko-polinezijski jezik s otoka South Makira (San Cristobal), Santa Ana i Santa Catalina u Solomonskim otocima, Oceanija.
S još četiri druga jezika čini sancristobalsku podskupinu malaitsko-sancristobalskih jezika. Ima nekoliko dijalekata: Tawarafa (Star Harbour), Santa Anna (Owa Raha) i Santa Catalina (Owa Riki). 8 410 govcornika (2007 SIL); 5 000 (1998 Greg Mellow SIL); 3 069 (1999 SIL).. 

## Vanjske poveznice
- Ethnologue (14th)
- Ethnologue (15th)